# Villaines-les-Prévôtes
Pour les articles homonymes, voir Villaines.
Villaines-les-Prévôtes est une commune française située dans le département de la Côte-d'Or en région Bourgogne-Franche-Comté.

## Géographie
Ce village est situé dans une petite vallée, entre le mont Cras et le mont Champfaux, et entre les villes de Montbard et de Semur-en-Auxois. La plaine de l'Armançon s'ouvre dès la sortie de la vallée.
La commune possède des coteaux viticoles et agricoles.

### Climat
Pour des articles plus généraux, voir Climat de la Bourgogne-Franche-Comté et Climat de la Côte-d'Or.
En 2010, le climat de la commune est de type climat des marges montargnardes, selon une étude du Centre national de la recherche scientifique s'appuyant sur une série de données couvrant la période 1971-2000. En 2020, Météo-France publie une typologie des climats de la France métropolitaine dans laquelle la commune est exposée à un climat océanique altéré et est dans la région climatique  Lorraine, plateau de Langres, Morvan, caractérisée par un hiver rude (1,5 °C), des vents modérés et des brouillards fréquents en automne et hiver. 
Pour la période 1971-2000, la température annuelle moyenne est de 10,3 °C, avec une amplitude thermique annuelle de 15,9 °C. Le cumul annuel moyen de précipitations est de 869 mm, avec 13 jours de précipitations en janvier et 8,5 jours en juillet. Pour la période 1991-2020, la température moyenne annuelle observée sur la station météorologique de Météo-France la plus proche, « Semur En Auxois_sapc », sur la commune de Semur-en-Auxois à 7 km à vol d'oiseau, est de 11,2 °C et le cumul annuel moyen de précipitations est de 778,0 mm,. Pour l'avenir, les paramètres climatiques de la commune estimés pour 2050 selon différents scénarios d'émission de gaz à effet de serre sont consultables sur un site dédié publié par Météo-France en novembre 2022.

## Urbanisme

### Typologie
Au 1er janvier 2024, Villaines-les-Prévôtes est catégorisée commune rurale à habitat dispersé, selon la nouvelle grille communale de densité à 7 niveaux définie par l'Insee en 2022.
Elle est située hors unité urbaine. Par ailleurs la commune fait partie de l'aire d'attraction de Semur-en-Auxois, dont elle est une commune de la couronne,. Cette aire, qui regroupe 54 communes, est catégorisée dans les aires de moins de 50 000 habitants,.

### Occupation des sols
L'occupation des sols de la commune, telle qu'elle ressort de la base de données européenne d’occupation biophysique des sols Corine Land Cover (CLC), est marquée par l'importance des territoires agricoles (77,8 % en 2018), en diminution par rapport à 1990 (81,2 %). La répartition détaillée en 2018 est la suivante : 
prairies (45 %), terres arables (29,5 %), forêts (22,2 %), zones agricoles hétérogènes (3,3 %). L'évolution de l’occupation des sols de la commune et de ses infrastructures peut être observée sur les différentes représentations cartographiques du territoire : la carte de Cassini (XVIIIe siècle), la carte d'état-major (1820-1866) et les cartes ou photos aériennes de l'IGN pour la période actuelle (1950 à aujourd'hui).

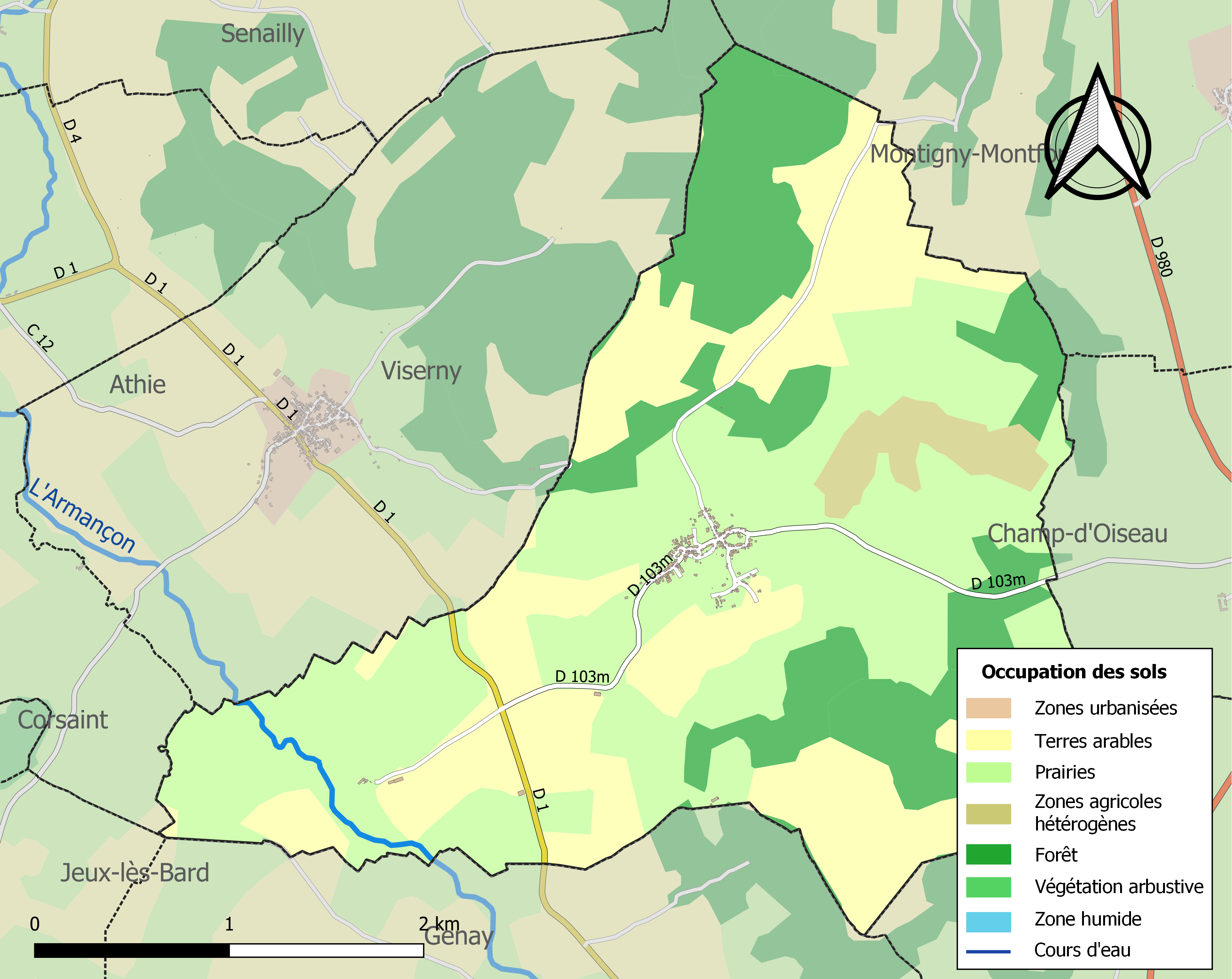
Carte des infrastructures et de l'occupation des sols de la commune en 2018 (CLC).

## Politique et administration
| Période                                  | Période   | Identité           | Étiquette | Qualité |
| ---------------------------------------- | --------- | ------------------ | --------- | ------- |
| mars 2001                                | mars 2014 | M. Alain Brigodiot |           |         |
| avril 2014                               | juin 2025 | Mme Danièle Ayad   |           |         |
| juillet 2025                             |           | M. Jérôme Massé    |           |         |
| Les données manquantes sont à compléter. |           |                    |           |         |

## Démographie
L'évolution du nombre d'habitants est connue à travers les recensements de la population effectués dans la commune depuis 1793. Pour les communes de moins de 10 000 habitants, une enquête de recensement portant sur toute la population est réalisée tous les cinq ans, les populations de référence des années intermédiaires étant quant à elles estimées par interpolation ou extrapolation. Pour la commune, le premier recensement exhaustif entrant dans le cadre du nouveau dispositif a été réalisé en 2004.

En 2022, la commune comptait 143 habitants, en évolution de +2,14 % par rapport à 2016 (Côte-d'Or : +0,82 %, France hors Mayotte : +2,11 %).
| 1793 | 1800 | 1806 | 1821 | 1836 | 1841 | 1846 | 1851 | 1856 |
| ---- | ---- | ---- | ---- | ---- | ---- | ---- | ---- | ---- |
| 252  | 415  | 455  | 415  | 366  | 335  | 342  | 349  | 296  |

| 1861 | 1866 | 1872 | 1876 | 1881 | 1886 | 1891 | 1896 | 1901 |
| ---- | ---- | ---- | ---- | ---- | ---- | ---- | ---- | ---- |
| 278  | 287  | 266  | 273  | 256  | 259  | 255  | 228  | 196  |

| 1906 | 1911 | 1921 | 1926 | 1931 | 1936 | 1946 | 1954 | 1962 |
| ---- | ---- | ---- | ---- | ---- | ---- | ---- | ---- | ---- |
| 188  | 181  | 168  | 160  | 133  | 125  | 121  | 126  | 136  |

| 1968 | 1975 | 1982 | 1990 | 1999 | 2004 | 2006 | 2009 | 2014 |
| ---- | ---- | ---- | ---- | ---- | ---- | ---- | ---- | ---- |
| 140  | 122  | 108  | 125  | 121  | 134  | 131  | 140  | 142  |

| 2019 | 2022 | - | - | - | - | - | - | - |
| ---- | ---- | - | - | - | - | - | - | - |
| 144  | 143  | - | - | - | - | - | - | - |

## Économie
En 1991, une bande d'amis fait renaître un vignoble de 10 ha conduit en lyre sur les villages de Villaines-les-Prévôtes et Viserny sur les coteaux conduisant au col de la Croix de l'Ormeau dans le cadre de l’indication géographique protégée « coteaux-de-l’Auxois ».
- Chambres d'hôtes "La Luterne"

## Culture locale et patrimoine

### Lieux et monuments
- L'église paroissiale Saint-Pierre et Saint-Paul.
- Fontaines du bourg et de la mairie.
- Monument aux morts.
- La cabotte, reconstituée par les locaux à l'occasion d'une fête locale, elle est fréquentée par les enfants du village ou les randonneurs. À l'origine, située dans les coteaux, ces abris permettaient aux viticulteurs de laisser leurs outils et se retrouver par temps de pluie à la chaleur d'un "canon" ou plus.

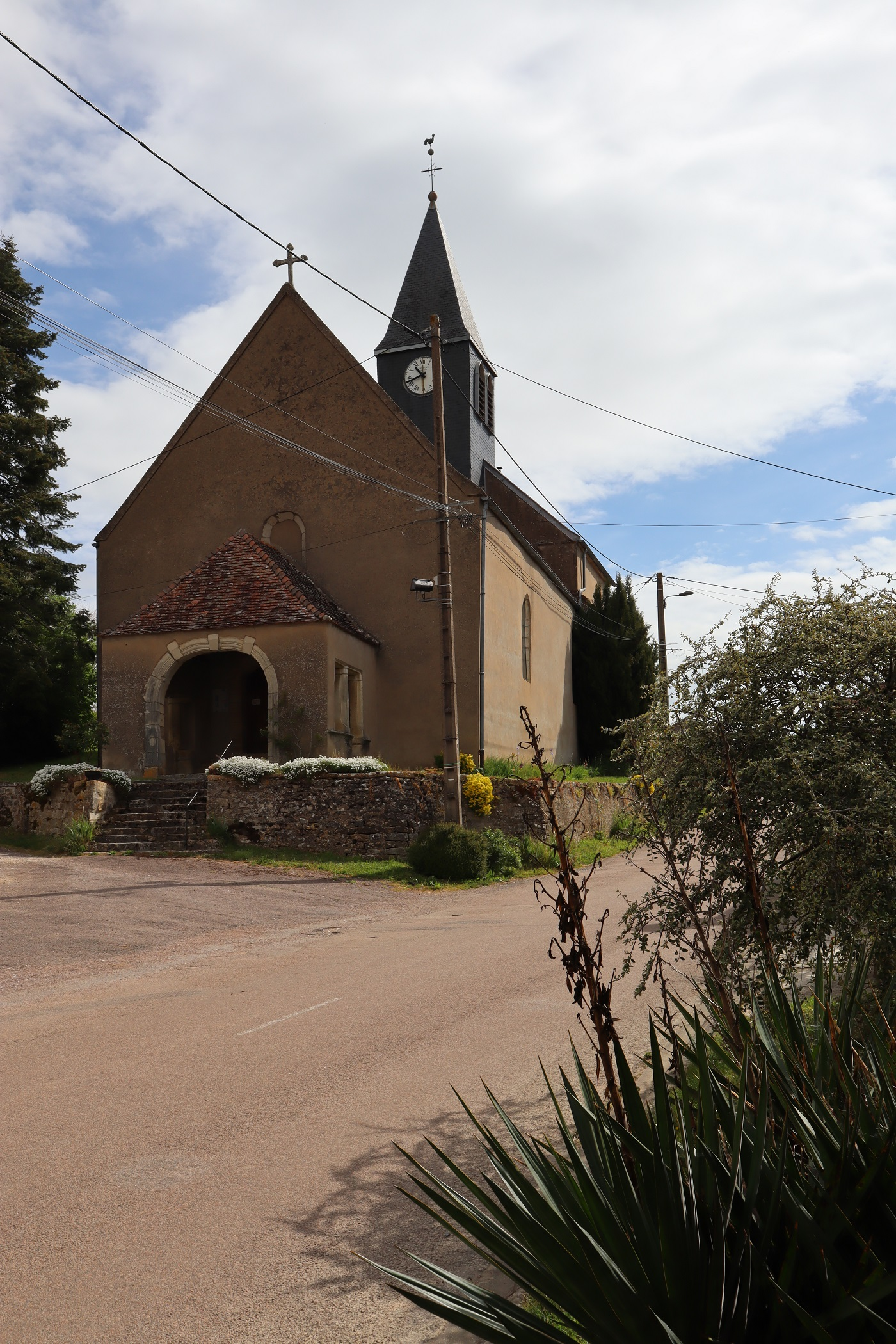
Église Saint-Pierre et Saint-Paul.
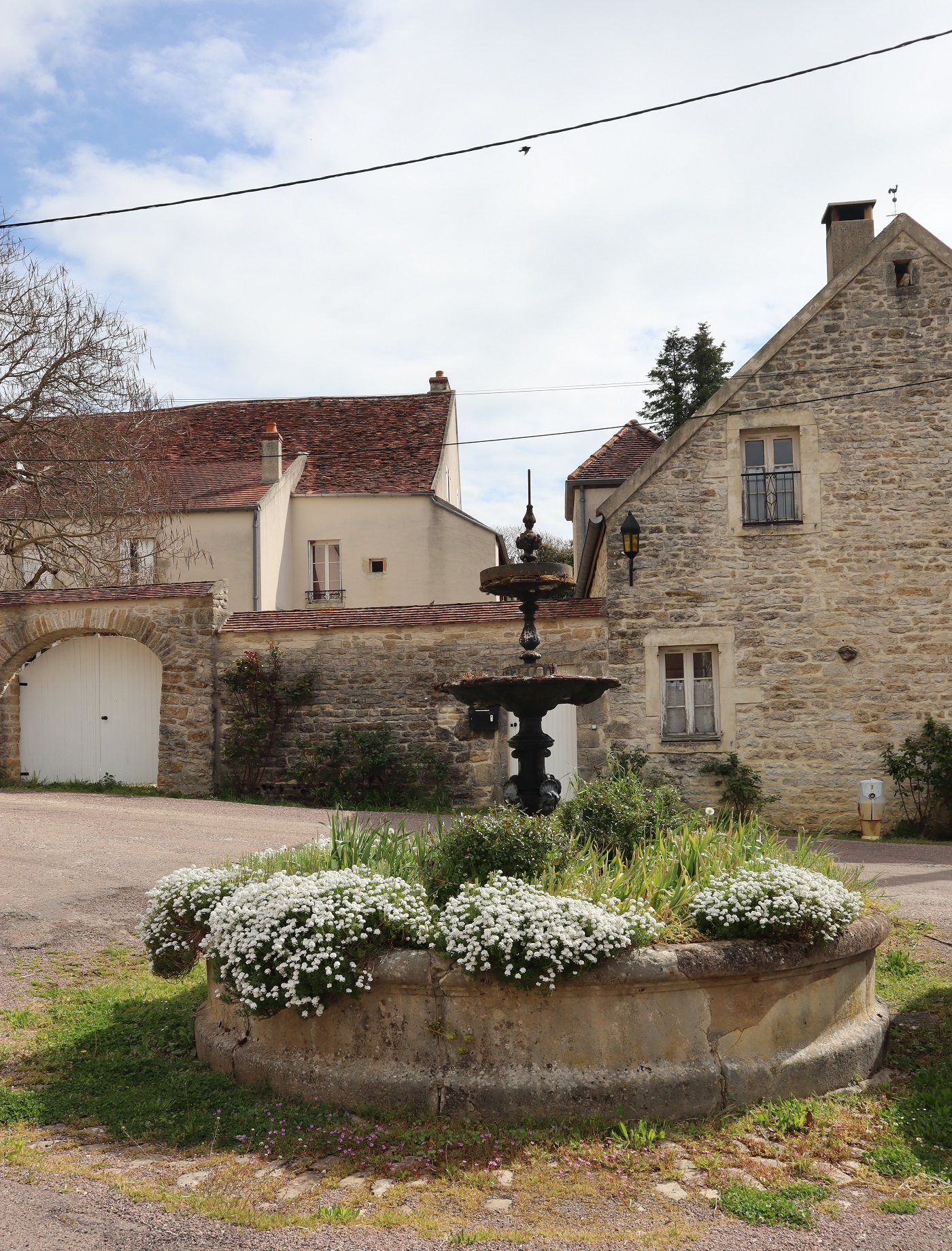
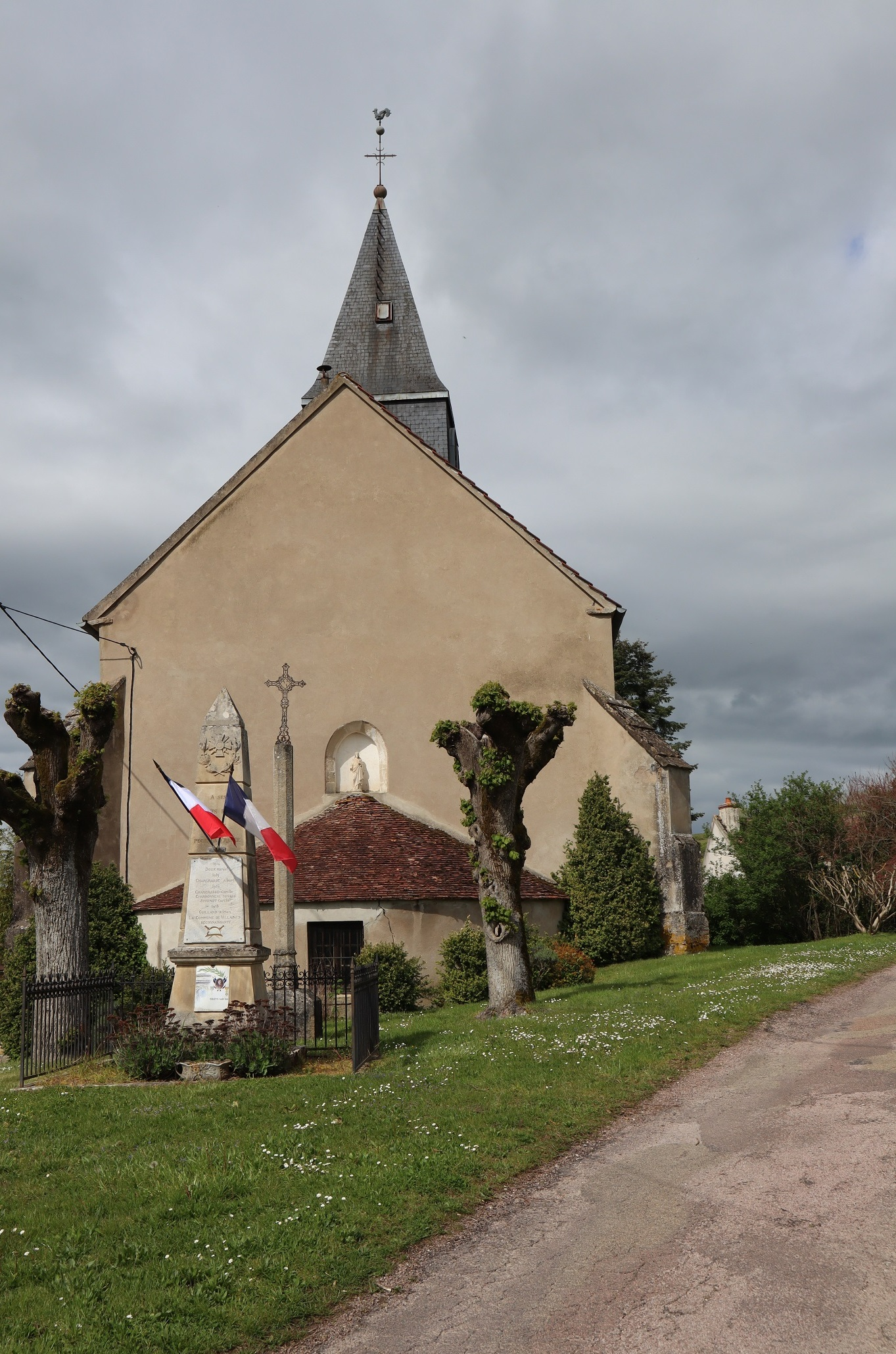
Monument aux morts.

### Personnalités liées à la commune
- Pierre Boudefroy,  né le 16 mars 1939 et décédé le 3 novembre 2009